# Micocoulier occidental
Celtis occidentalis
Espèce
Classification phylogénétique
Répartition géographique
Statut de conservation UICN

 LC  : Préoccupation mineure
Le micocoulier occidental, ou micocoulier de Virginie (Celtis occidentalis), est une espèce de plantes à fleurs de la famille des Cannabacées, anciennement ulmacées. C'est un arbre ou un arbrisseau appartenant au genre des Micocouliers.

## Habitat
L’arbre est originaire de l’Amérique du Nord où on le trouve du Texas et de l’Alabama aux États-Unis jusqu’aux provinces du Québec et de l’Ontario au Canada. L’arbre a été introduit en Europe en 1636. Il pousse aussi bien sur des terrains humides le long des cours d’eau que dans les endroits rocheux plus secs. Il a besoin d’un ensoleillement moyen sur sol humide mais plus fort sur terrain sec. En Europe, il est planté comme arbre d’ornement. Ne supportant pas les grands froids, on le rencontre plus en Europe de l’Ouest qu’en Europe de l’Est.

## Description
L’arbre a une croissance assez rapide et atteint en Europe une taille comprise entre 10 et 15 mètres (il peut néanmoins atteindre 40 mètres de haut). Son tronc a un diamètre qui peut aller jusqu'à 50 centimètres. Il peut vivre jusqu'à 150 ans.
Le tronc est couvert d’une écorce gris foncé liégeuse et qui s’écaille. Les grosses branches charpentières à la base de l’arbre supportent des rameaux qui poussent parfois en zigzags donnant un aspect fourchu et tortueux à l'arbre.
Les feuilles sont alternes, longues de 5 à 10 cm et de forme ovale. Elles sont irriguées par trois veines principales qui partent d’un même point à la base de celles-ci. Caduques, elles tombent assez tôt en automne.
Les fleurs hypogynes, qui apparaissent début mai, sont bisexuées et possèdent cinq étamines. Elles sont situées à l'aisselle des feuilles de la saison. Les staminées sont groupées, les pistils solitaires ou par 2-3. Calice 4-6 partit. L'ovaire est sessile.

Le fruit, brun-rouge, est une drupe ovoïde ou globuleuse sucrée et comestible. Faisant 7 à 10 mm de diamètre, ils pendent sur de courts pédicelles. Un noyau jaunâtre de 5 mm de large est présent à l’intérieur du fruit. Il reste sur les branches pendant l'hiver.

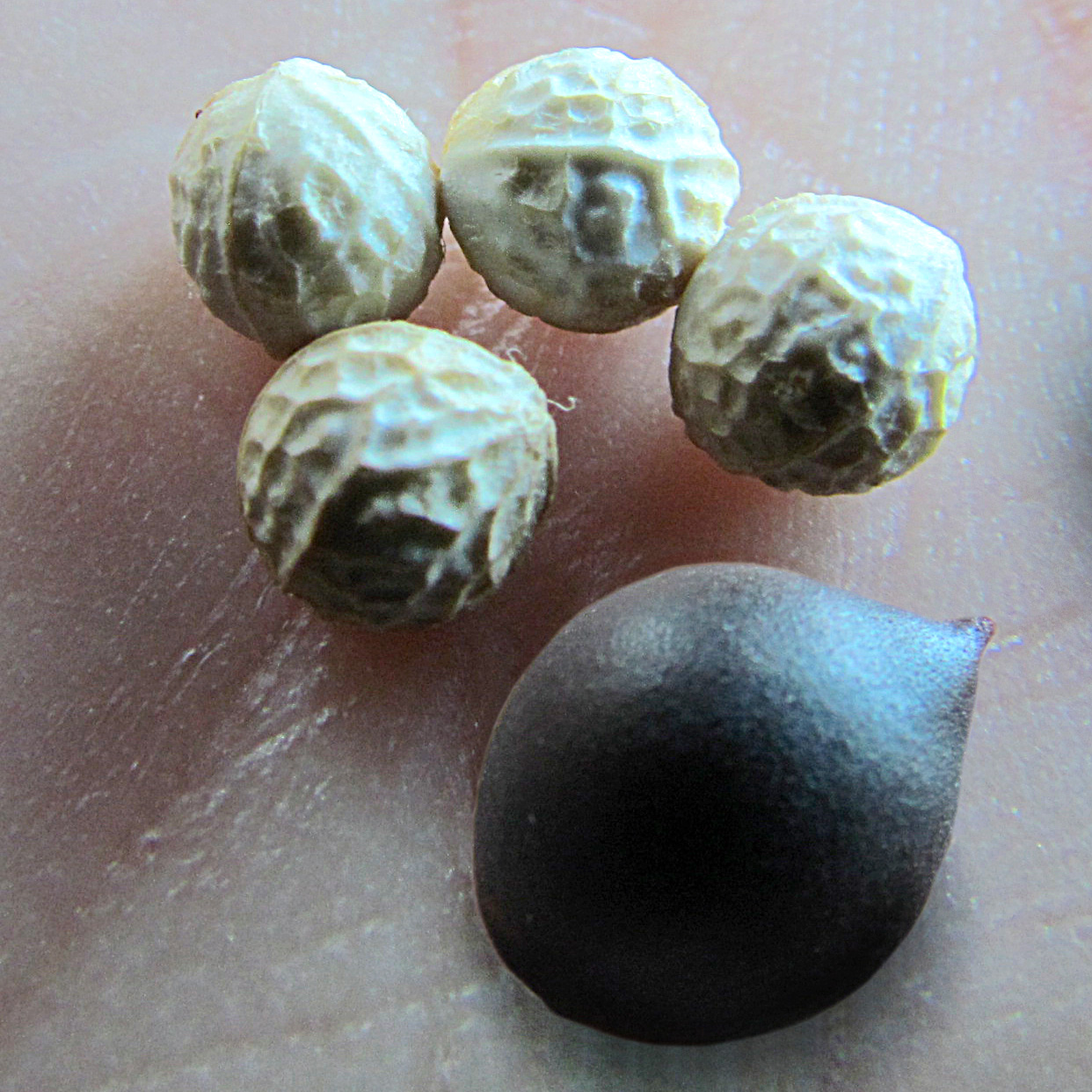
Fruits.
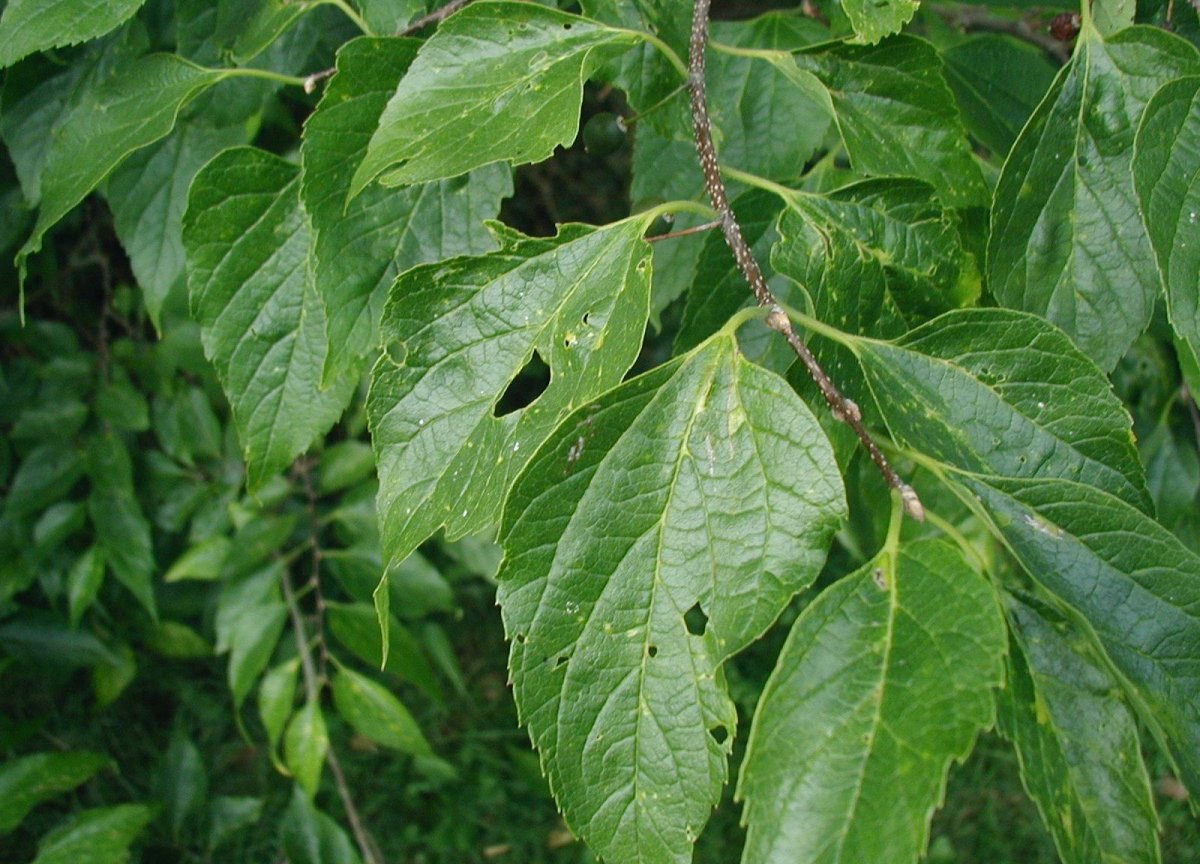
Feuilles.
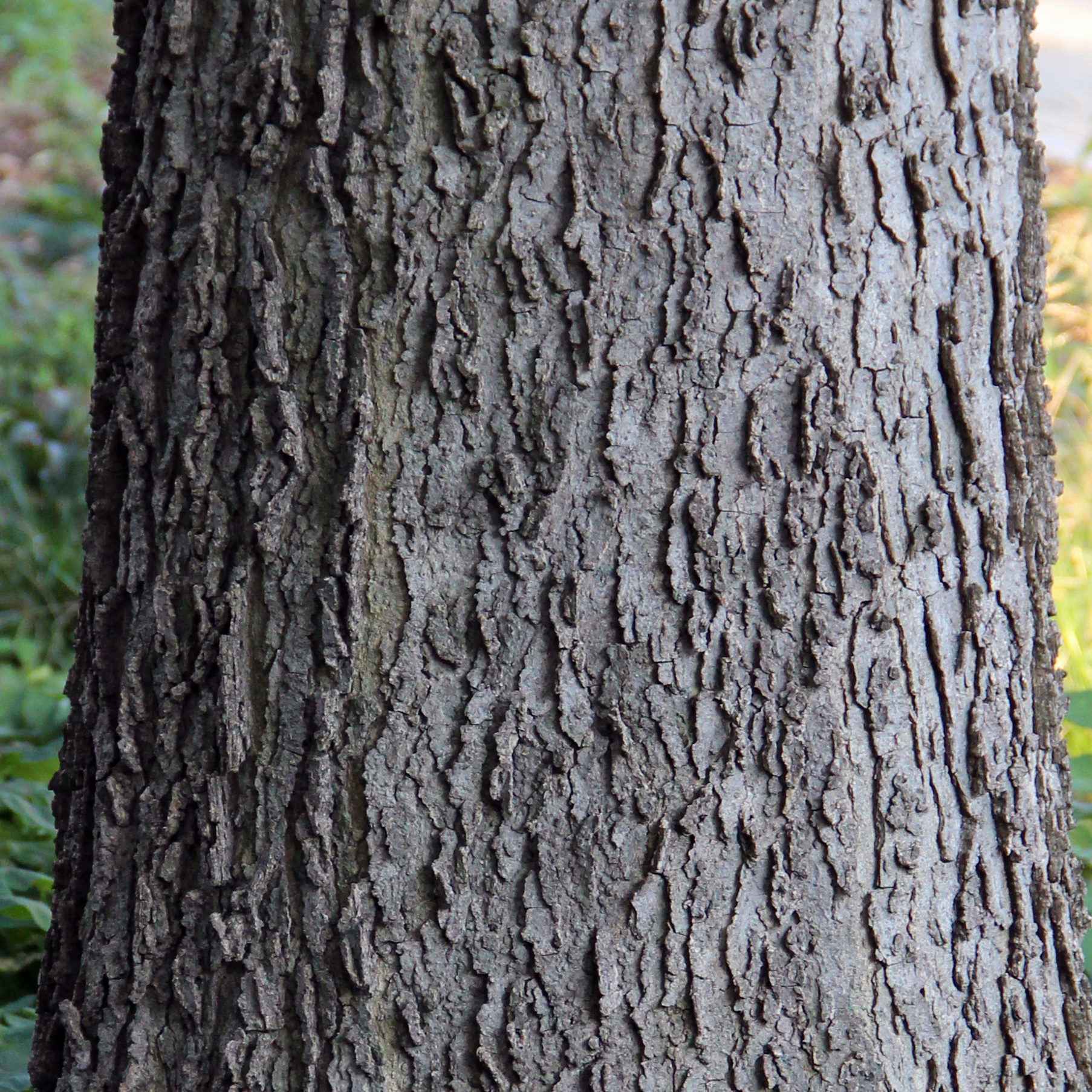
Écorce.
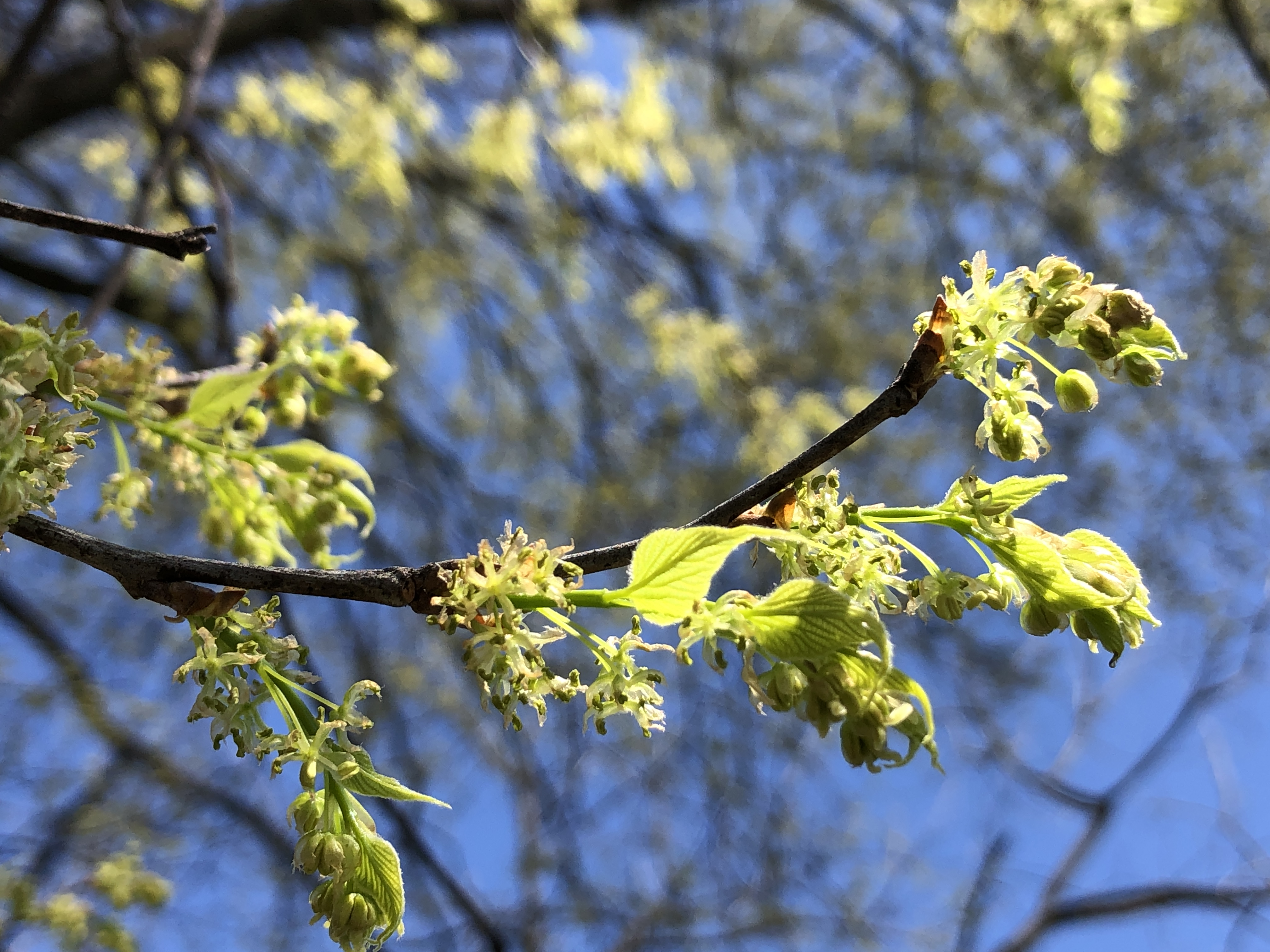
Nouvelles tiges et fleurs.
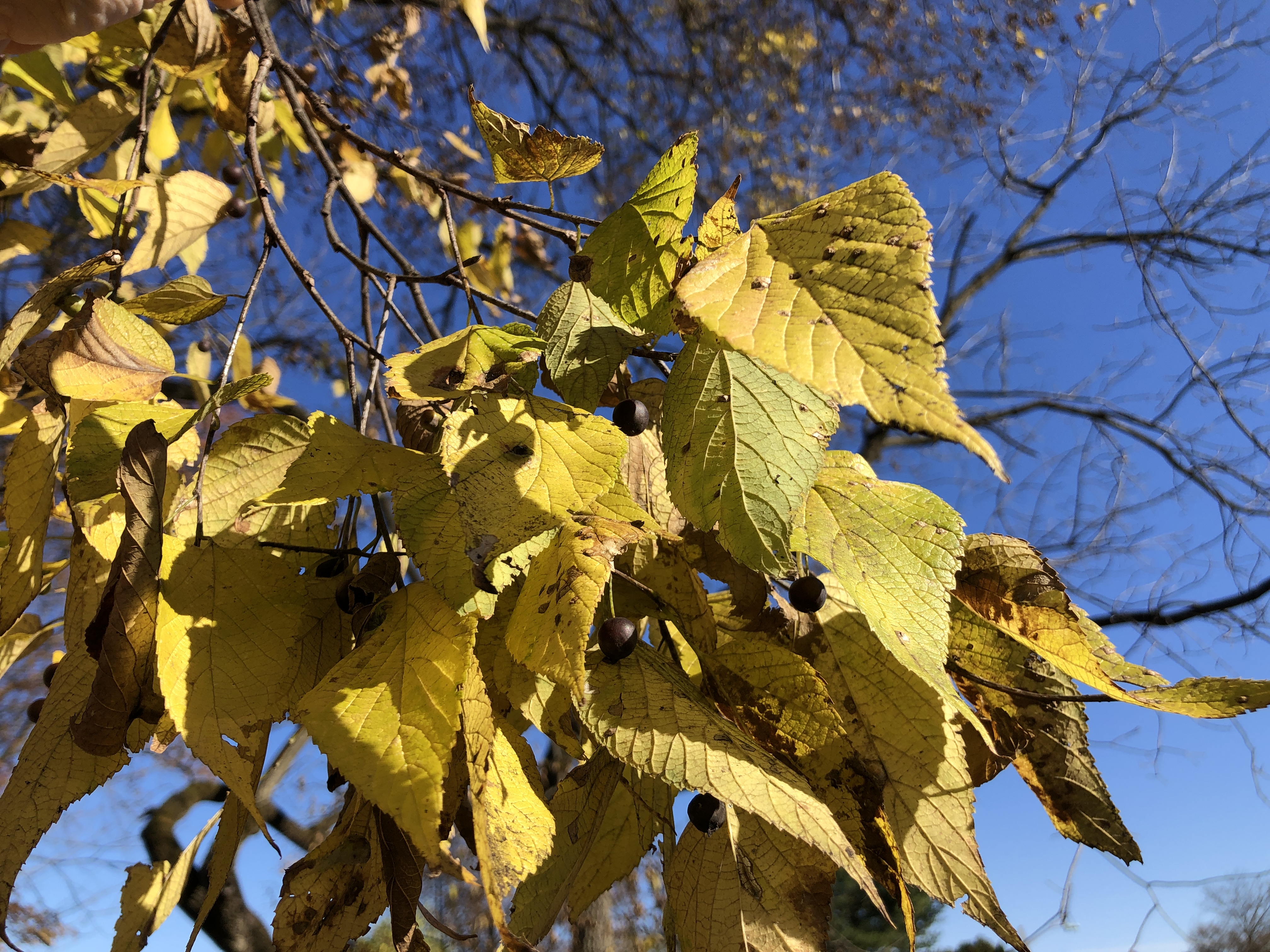
Feuilles en automne.

## Culture
Le micocoulier occidental supporte tous types de sols même s'ils sont pauvres et secs.
Il peut être sensible au balai de sorcière.

## Utilisations
Le bois de ce Celtis est jaune clair. Peu résistant (densité : 0,7287), il pourrit facilement, ce qui le rend commercialement indésirable, même s'il est parfois utilisé pour les clôtures ou des meubles bas de gamme.
L'espèce n'est qu'occasionnellement utilisée comme arbre de rue, bien que sa tolérance aux conditions urbaines le rende bien adapté à ce rôle.
Ses baies, de la taille d'un pois, sont comestibles et mûrissent début septembre. Contrairement à la plupart des fruits, elles sont remarquablement riches en calories provenant des lipides, des glucides et des protéines, et ces composés sont faciles à digérer sans cuisson ou préparation. Les Autochtones d'Amérique mangeaient les baies comme condiment pour la viande. Les fruits peuvent être mangés directement ou utilisés pour faire des gelées, des conserves, etc. Tout le fruit (chair et noyau) peut être finement broyé et utilisé comme aromate.
Celtis occidentalis L. est appliqué depuis longtemps en médecine traditionnelle comme remède contre les maux de gorge, aide pendant les règles et pour traiter la jaunisse. Néanmoins, l'exploration phytochimique de la plante est encore incomplète, les données de la littérature se limitant aux dérivés flavonoïdes isolés des feuilles.
Malgré l'activité antioxydante élevée mesurée et les données de la littérature suggérant des effets positifs potentiels des composés sur le système nerveux central, le test PAMPA-BBB (en) réalisé avec l'extrait de Celtis a révélé qu'aucun des composés susmentionnés n'est capable de franchir la barrière hémato-encéphalique.